# Südlicher Happ
Der Südliche Happ (3304 m ü. A.) ist ein Berggipfel des Dorferkamms in der Venedigergruppe in Osttirol (Österreich). Er liegt im Norden des Gemeindegebiets von Prägraten am Großvenediger. Benachbarte Gipfel sind der Große Happ im Norden, der Kleine Happ im Südwesten und der Kleine Geiger im Südwesten.

## Namensgebung und Geschichte
Das „Happ“ ist ein Dialektausdruck für „Schaf“, weshalb die Namensgebung des Gipfels eigentlich „Südliches Happ“ und nicht „Südlicher Happ“ lauten müsste. Die Erstbesteigung des Südlichen Happ erfolgte 1897 durch K. Mittermayer während einer Gratüberschreitung zum Großen Happ. Der Südostrücken wurde erstmals am 14. September 1925 von H. Peterka und H. Majer für den Abstieg genutzt, wobei der Aufstieg der beiden Bergsteiger erstmals über den Ostgrat erfolgt war.

## Lage
Der Südliche Happ liegt im Norden des Dorferkamms im Bereich der Kernzone des Nationalparks Hohe Tauern. Er ist ein Trabant des nördlich gelegenen Großen Happ (3350 m ü. A.) und topographisch wichtig, da von ihm ein 600 Meter tiefer Ostgrat zum Hinterbichler Dorfertal abzieht, der den Dorferkees nach Süden begrenzt. Dem Südlichen Happ vorgelagert befindet sich der Südostgipfel (3203 m ü. A.), der durch einen langen Südkamm mit dem Türmljoch verbunden ist. Westlich des Südlichen Happs liegt der Ostflügel des Maurerkees, das fast bis zum Südostgipfel reicht. Darunter befindet sich der Talkessel des Stredacher Winkl mit dem Maurerbach. Vom Südostgipfel strahlt zudem der Südostrücken zum Hinterbichler Dorfertal aus.

## Aufstiegsmöglichkeiten
Der Aufstieg zum Kleinen Happ erfolgt von der Essener-Rostocker-Hütte oder von der Johannishütte zunächst auf dem markierten Steig des Schweriner Wegs. Auf der Höhe des felsigen Aderkamms wird der markierte Weg auf einer Höhe von 2494 Metern verlassen und an der Westseite des Kleinen Happ über Blockfelder oder eine steile Schuttrinne der First des Kleinen Happ bestiegen. Danach wendet man sich nördlich dem mit Steinplatten übersäten Hang des Südostgipfels zu und erreicht in direktem Anstieg den Gipfelgrat.